# Schlagintweitia
 Schlagintweitia  Griseb., 1853 è un genere di piante angiosperme dicotiledoni della famiglia delle Asteraceae.

## Etimologia
Il nome scientifico del genere è stato definito dal botanico August Heinrich Rudolf Grisebach (1814 - 1879) nella pubblicazione " Abhandlungen der Königlichen Gesellschaft der Wissenschaften zu Göttingen. Göttingen" (  Abh. Königl. Ges. Wiss. Göttingen 5: 156) del 1853.

## Descrizione

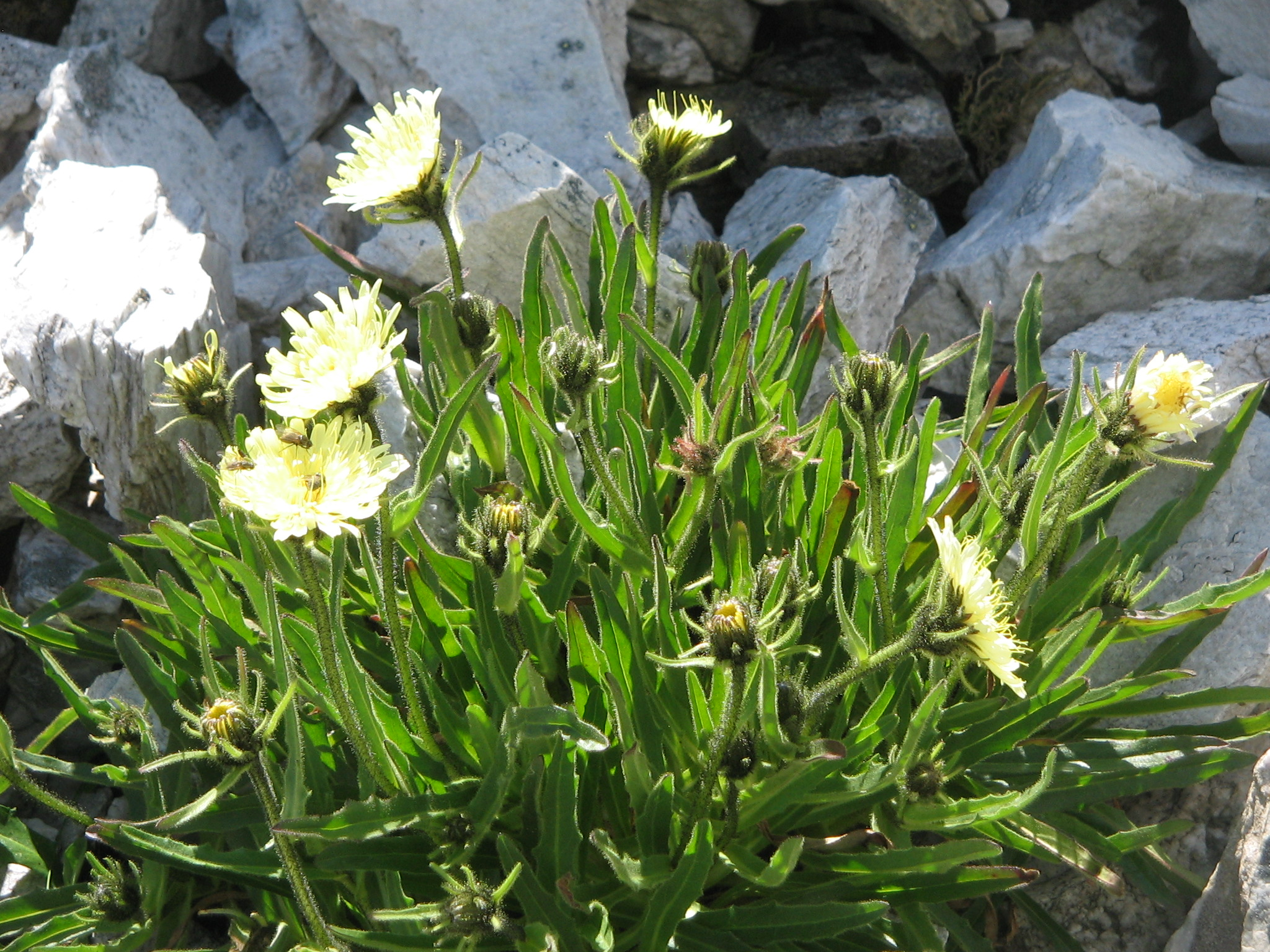
Il portamento
Hieracium intybaceum

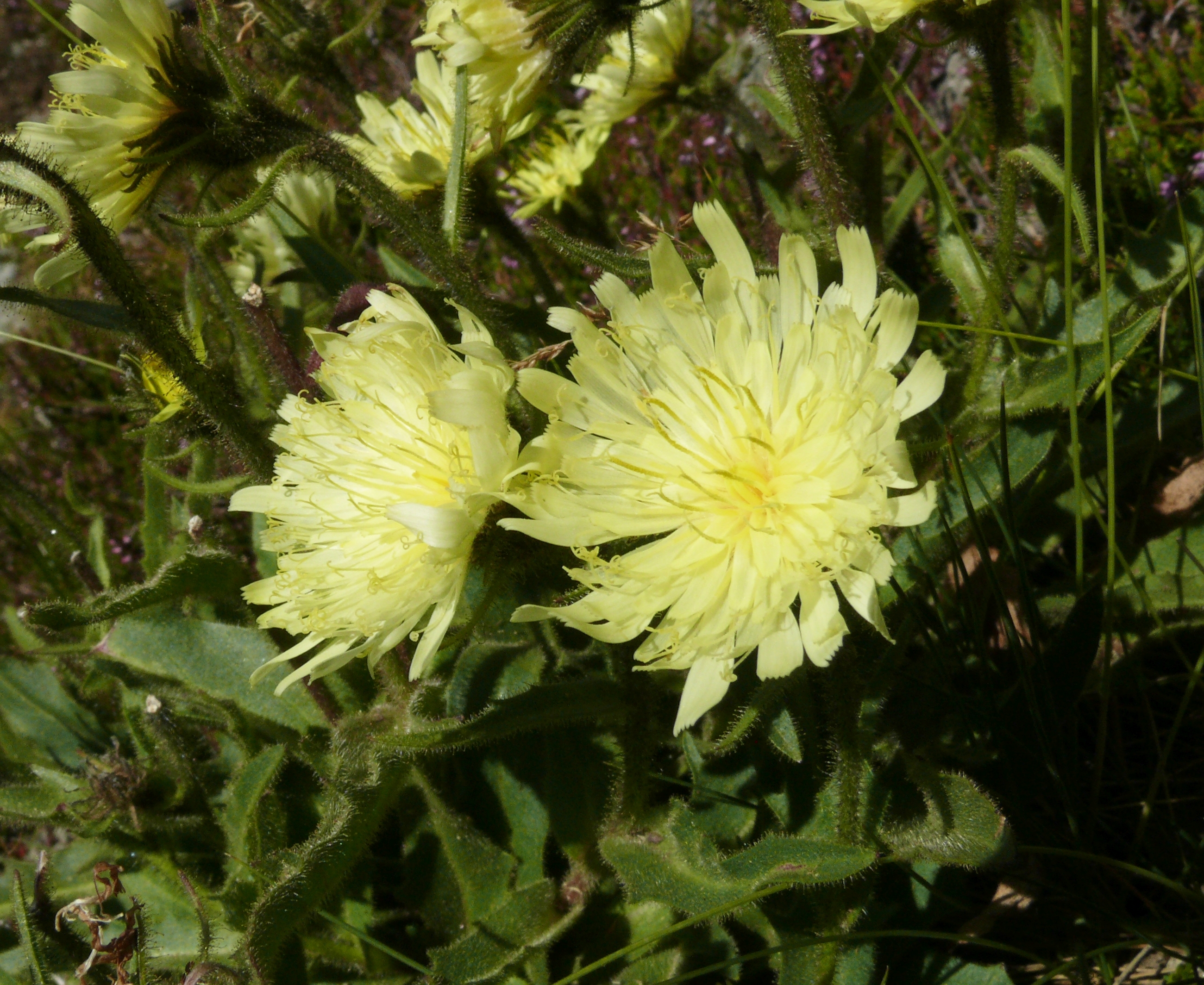
Infiorescenza
Hieracium intybaceum

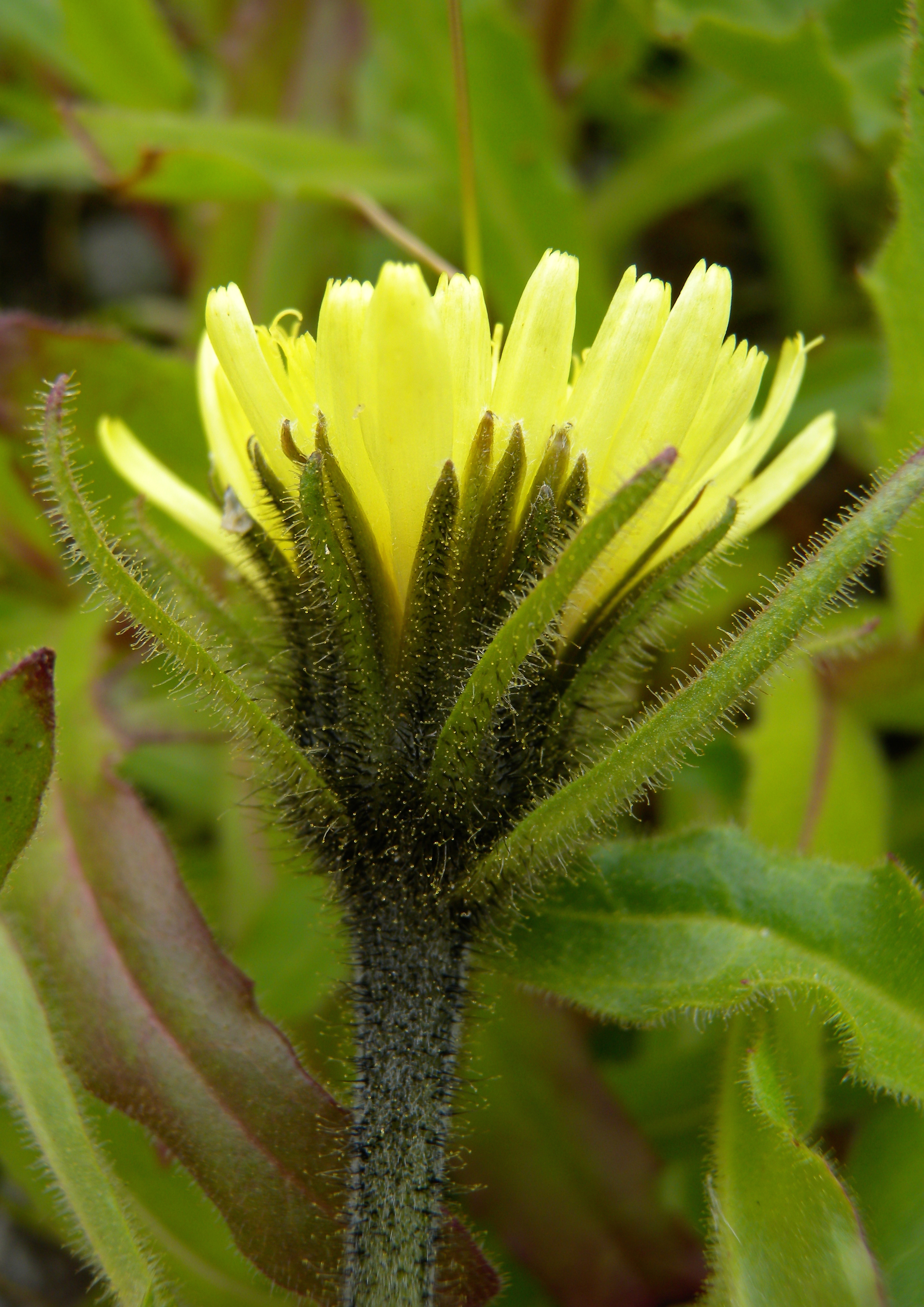
I fiori
Hieracium intybaceum

Habitus. La forma biologica delle specie di questo genere è emicriptofita scaposa (H scap), ossia in generale sono piante erbacee, a ciclo biologico perenne, con gemme svernanti al livello del suolo e protette dalla lettiera o dalla neve e sono dotate di un asse fiorale eretto e spesso privo di foglie. Sono possibili portamenti "rosulati" o "pseudorosulati". Tutte le specie del gruppo sono provviste di latice. La pubescenza è formata da abbondanti peli ghiandolari.
Fusto. I fusti, in genere eretti e ascendenti, sono di solito solitari e mediamente ramificati o afilli. Le radici in genere sono di tipo fittonante.
Foglie. Sono presenti sia foglie delle rosette basali che cauline con disposizione alterna. Le lamine sono intere oppure più o meno divise.  La superficie può essere ricoperta da peli semplici o ramificati.
Infiorescenza. L'infiorescenza è composta da uno o più capolini terminali. I capolini, solamente di tipo ligulifloro, sono formati da un involucro composto da diverse brattee (o squame) all'interno delle quali un ricettacolo fa da base ai fiori ligulati. L'involucro ha una forma più o meno cilindrica ed è formato da 2 - 4 serie di brattee. Il ricettacolo, alla base dei fiori, è nudo (senza pagliette).
Fiori. I fiori, tutti ligulati, sono tetra-ciclici (ossia sono presenti 4 verticilli: calice – corolla – androceo – gineceo) e pentameri (ogni verticillo ha in genere 5 elementi). I fiori sono ermafroditi, fertili e zigomorfi.
- Formula fiorale:

*/x K {\displaystyle \infty }, [C (5), A (5)], G 2 (infero), achenio
- Calice: i sepali del calice sono ridotti ad una coroncina di squame.
- Corolla: le corolle sono formate da un tubo e da una ligula terminante con 5 denti; il colore è giallo.
- Androceo: gli stami sono 5 con filamenti liberi e distinti, mentre le antere sono saldate in un manicotto (o tubo) circondante lo stilo.[11] Le antere sono codate e allungate con una appendice apicale acuta; i filamenti sono lisci. Il polline è tricolporato.[12]
- Gineceo: lo stilo è filiforme e peloso sul lato inferiore. Gli stigmi dello stilo sono due divergenti e ricurvi con la superficie stigmatica posizionata internamente (vicino alla base).[13] L'ovario è infero uniloculare formato da 2 carpelli.

Frutti. I frutti sono degli acheni con pappo. Gli acheni hanno una forma ristretta alla base e sono privi di becco (non sono compressi); sono provvisti di 10 coste longitudinali confluenti in alto in un orlo anulare. Il pappo si compone setole su 2 serie (quelle interne sono più lunghe, più rigide e fragili).

## Biologia
- Impollinazione: l'impollinazione avviene tramite insetti (impollinazione entomogama tramite farfalle diurne e notturne).
- Riproduzione: la fecondazione avviene fondamentalmente tramite l'impollinazione dei fiori (vedi sopra).
- Dispersione: i semi (gli acheni) cadendo a terra sono successivamente dispersi soprattutto da insetti tipo formiche (disseminazione mirmecoria). In questo tipo di piante avviene anche un altro tipo di dispersione: zoocoria. Infatti gli uncini delle brattee dell'involucro (se presenti) si agganciano ai peli degli animali di passaggio disperdendo così anche su lunghe distanze i semi della pianta.

## Distribuzione e habitat
Le specie di questo gruppo in Italia hanno una distribuzione unicamente alpina con habitat su pascoli alpini.

## Tassonomia
La famiglia di appartenenza di questa voce (Asteraceae o Compositae, nomen conservandum) probabilmente originaria del Sud America, è la più numerosa del mondo vegetale, comprende oltre 23.000 specie distribuite su 1.535 generi, oppure 22.750 specie e 1.530 generi secondo altre fonti (una delle checklist più aggiornata elenca fino a 1.679 generi). La famiglia attualmente (2021) è divisa in 16 sottofamiglie.

### Filogenesi
Il genere di questa voce appartiene alla sottotribù Hieraciinae della tribù Cichorieae (unica tribù della sottofamiglia Cichorioideae). In base ai dati filogenetici la sottofamiglia Cichorioideae è il terz'ultimo gruppo che si è separato dal nucleo delle Asteraceae (gli ultimi due sono Corymbioideae e Asteroideae). La sottotribù Hieraciinae fa parte del "quinto" clade della tribù; in questo clade è posizionata alla base ed è "sorella" al resto del gruppo comprendente, tra le altre, le sottotribù Microseridinae e Cichoriinae.
I seguenti caratteri sono distintivi per la sottotribù:
- queste piante sono spesso ricoperte da piccoli, soffici peli ramificati;
- gli acheni hanno delle forme obovoidi-coniche non compresse;
- il becco degli acheni è assente;
- il pappo è formato da setole fragili.

Il nucleo della sottotribù Hieraciinae è l'alleanza Hieracium - Pilosella (comprendenti la quasi totalità delle specie della sottotribù - oltre 3000 specie) e formano (insieme ad altri generi minori) un "gruppo fratello". Il genere di questa voce, nell'ambito della sottotribù occupa una posizione basale. Le analisi filogenetiche molecolari forniscono prove per la separazione di Hieracium e Pilosella e, inoltre, richiedono il ristabilimento di Schlagintweitia come segregato di Hieracium.
Alcuni caratteri distintivi per questo genereː
- il portamento spesso è pseudorosulato;
- i capolini sono 1 - molti;
- le antere sono acute alla base;
- il pappo è formato da due serie di setole (le interne sono più lunghe).

Il numero cromosomico delle specie è: 2n = 18.

### Elenco delle specie
Questo genere ha 3 specie:
- Schlagintweitia chamaepicris (Arv.-Touv.) Greuter
- Schlagintweitia huteri  (Hausm. ex Bamb.) Gottschl. & Greuter
- Schlagintweitia intybacea  Griseb.

### Specie della flora italiana
Elenco delle specie presenti nella flora spontanea italiana:
- Schlagintweitia huteri  (Hausm. ex Bamb.) Gottschl. & Greuter - Sparviere vischioso: l'altezza media è di 10 – 30 cm; il ciclo biologico è perenne; la forma biologica è emicriptofita scaposa (H scap); il tipo corologico è Endemico Alpico; l'habitat tipico sono i micascisti, i pascoli alpini e le aree sassose; la distribuzione sul territorio italiano è relativa a tutto l'arco alpino (specie rara); l'altitudine media è di 1.600 - 2.700 m s.l.m..

Caratteri distintivi: le foglie inferiori alla base sono arrotondate, quelle superiori sono semi amplessicauli; le ligule sono colorate di giallo-bianco; ogni parte della pianta è vischiosa per fitti peli ghiandolari dall'odore aromatico; i peli semplici sono ovunque assenti, quelli stellati sono assenti sulle foglie e sulle brattee involucrali.
- Schlagintweitia intybacea  Griseb. - Sparviere di Huter: l'altezza media è di 8 –12 cm; il ciclo biologico è perenne; la forma biologica è emicriptofita scaposa (H scap); il tipo corologico è Endemico Alpico / Pirenaico; l'habitat tipico sono i pascoli alpini e le alte erbe su silice; la distribuzione sul territorio italiano è relativa alle Alpi orientali e centrali (specie rara); l'altitudine media è di 1.800 - 2.400 m s.l.m..

Caratteri distintivi: la base delle foglie inferiori è attenuata (sono sessili), le altre hanno la base arrotondata (da sessili a semiamplessicauli); le ligule sono colorate di giallo pallido; i peli semplici sul caule sono da assenti a densi, sono lunghi 3,5 - 4,5 mm, molli e colorati di bianco; sui peduncoli sono da assenti a sparsi, lunghi 2 - 3 mm e neri alla base; sulle brattee involucrali sono assenti, sono invece presenti sparsamente sui margini quelli stellati.